# Proteína del retinoblastoma-like 1
La proteína del retinoblastoma-like 1 (p107) es un factor de transcripción codificado en humanos por el gen rbl1.

## Función
Esta proteína es similar a nivel de secuencia, y posiblemente de función, a la proteína del retinoblastoma (Rb1). Rb1 es una proteína supresora de tumores que parece estar implicada en la regulación del ciclo celular, ya que se encuentra fosforilada en la transición de la fase S a la fase M, y defosforilada en la fase G1. Ambas proteínas pueden formar un complejo con la proteína EP300 y con el antígeno T SV40 de adenovirus, y con este último sólo cuando se encuentran defosforiladas. Además, ambas proteínas pueden inhibir la transcripción de los genes implicados en ciclo celular que contengan sitios de unión E2F en sus promotores. Debido a las similitudes bioquímcas y de secuencia con Rb1, se piensa que esta proteína también podría ser un supresor tumoral. Se han descrito dos variantes transcripcionales del gen que codifican diferentes isoformas de la proteína.

## Interacciones
La proteína del retinoblastoma-like 1 ha demostrado ser capaz de interaccionar con:
- HDAC1[3][4]
- RBBP8[5][6]
- E2F1[7]
- Cdk2[8][9]
- BEGAIN[6]
- BRF1[10]
- BRCA1[11]
- Ciclina A2[7][12]
- Prohibitina[13]
- MYBL2[14][12]
- SMAD3[15]